# Agiabampo Número Dos
Agiabampo Número Dos är en ort i Mexiko.   Den ligger i kommunen Huatabampo och delstaten Sonora, i den västra delen av landet, 1 300 km nordväst om huvudstaden Mexico City. Agiabampo Número Dos ligger 8 meter över havet och antalet invånare är 530.
Terrängen runt Agiabampo Número Dos är platt. Havet är nära Agiabampo Número Dos åt sydväst. Runt Agiabampo Número Dos är det ganska tätbefolkat, med 83 invånare per kvadratkilometer. Närmaste större samhälle är Poblado Número Cinco, 11,8 km söder om Agiabampo Número Dos. Trakten runt Agiabampo Número Dos består till största delen av jordbruksmark.